# Mummy: Tomb of the Pharaoh
Mummy: Tomb of the Pharaoh est un jeu vidéo de type Walking simulator développé par Amazing Media et édité par Interplay Entertainment, sorti en 1996 sur Windows et Mac.
Il fait suite à Frankenstein: Through the Eyes of the Monster.

## Accueil
- PC Team : 89 %[1]